# Рудоуправление имени Ильича
Рудоуправление имени Ильича — бывшее предприятие горнодобывающей отрасли по добыче и переработке железных руд на базе Криворожского железорудного бассейна в городе Кривой Рог.

## История
Организовано в 1932 году в результате объединения шахт «ЗОТ» (За овладение техникой), «Северная», имени Ильича, имени МОПР, имени ГПУ, №5 и №10, работавших до 1917 года. В 1937 году рудоуправлению были переданы шахты имени Валявко, имени Калинина, «Бортовская № 4» и «Екатериновка» ликвидированного рудоуправления имени «Правды».
В 1940 году построена шахта имени ОГПУ, где в том же году бурильщиком А. И. Семиволосом создан новый высокоэффективный метод многозабойного бурения и по его инициативе родился трудовой почин, способствовавший резкому повышению производительности труда горняков.
После Великой Отечественной войны наиболее мощные шахты были восстановлены и реконструированы. В 1954 году начала действовать шахта «Северная», в 1959 году — «Южная». В 1961 году в состав рудоуправления вошла шахта «Новая»  ликвидированного Рахмановского рудоуправления. В 1965 году заложен Скалеватский карьер. В 1967 году введена в строй обогатительная фабрика.
Ликвидировано в феврале 1987 года.

## Характеристика
Предприятие средней мощности. На 1969 год мощность рудника превышала 2 миллиона тонн руды.